# Doctor my eyes
Doctor my eyes is de debuutsingle van Jackson Browne. Het is afkomstig van zijn debuutalbum Jackson Browne.

## Achtergrond
Jackson had van dit lied een demo gemaakt, die behoorlijk pessimistisch was. Zijn muziekuitgeverij Criterion Music weigerde het en Browne werkte er verder aan. Toen Browne het opnam voor zijn eerste studioalbum was de tekst iets minder somber. Het lied gaat erover dat de ogen van Browne zo veel vreugde en verdriet hebben meegemaakt, dat hij enigszins afgestompt is. Hij kan niet meer huilen, maar ook niet meer lachen.
David Crosby en Graham Nash zijn te horen in het achtergrondkoor, Jesse Ed Davis speelde de gitaarsolo, Leland Sklar speelde basgitaar en Russ Kunkel zat achter het drumstel.
Doctor my eyes werd ongeveer tien keer gecoverd, een van die versies was, opvallend genoeg, van de soul-groep Jackson 5.

## Hitnotering
Commercieel was het voor Jackson Browne direct een voltreffer in de Verenigde Staten. Browne haalde er in twaalf weken een achtste plaats mee, iets wat hij in de jaren daarna niet meer zou evenaren behalve met Somebody’s baby. Europa liet Jackson Browne links liggen.

### Nederlandse Top 40
Alhoewel het zes weken in de bijbehorende tipparade stond, kwam het niet in de lijst terecht.

### NPO Radio 2 Top 2000
| Nummer met noteringen in de NPO Radio 2 Top 2000 | '00  | '01-'02 | '03  |
| ------------------------------------------------ | ---- | ------- | ---- |
| Doctor My Eyes                                   | 1827 | -       | 1960 |

1. ↑  Een '-' betekent dat het nummer niet was genoteerd en een vetgedrukt getal geeft de hoogste notering aan.
2. ↑  2000 was het eerste jaar met een notering voor dit nummer.
3. ↑  Deze tabel is bijgewerkt tot en met de laatste editie (2024).